# TT202
La tombe thébaine TT 202 est située à El-Khokha, dans la nécropole thébaine, sur la rive ouest du Nil, face à Louxor en Égypte.
C'est la sépulture de Nakhtamon (Nht-Jmn), prophète de Ptah, prêtre d'Amon, datant des XIXe/XXe dynasties.